# 汉魏洛阳故城遗址博物馆
汉魏洛阳故城遗址博物馆位于中华人民共和国河南省洛阳市瀍河回族区白马寺镇翟泉村，博物馆占地约219亩，其中展厅面积约8200平方米。博物馆展出文物1300余件，均来自其相邻的汉魏洛阳故城。博物馆同时是中华人民共和国国家“十四五”文化保护传承利用工程项目和洛阳市“五大都城”遗址博物馆项目的一部分。

## 建设背景
汉魏洛阳故城位于洛阳市区以东约15公里处，是中华人民共和国国务院公布的首批全国重点文物保护单位之一和世界文化遗产“丝绸之路”的一部分。遗址自1962年起由中国社会科学院考古研究所勘探发掘，自夏、商、周三代开始至金代结束止有多个朝代在洛阳故城建都，其建城史和建都史分别达1600和600年（一说1000多年），其中北魏时期面积曾达100平方公里。经过60多年勘探发掘共发掘南郊礼制建筑遗址、金墉城遗址、永宁寺遗址和宫城阊阖门、太极殿、显阳殿遗址等遗址遗迹，总计出土约2万余件文物。

## 建设和设计

### 建设
2020年，汉魏洛阳故城遗址博物馆启动建设筹备工作，2022年或2023年以“汉魏洛阳城遗址博物馆”名称立项。项目于2023年8月或9月14日启动建设，2024年1月，博物馆主体结构封顶完成，同年项目更名为汉魏故城遗址博物馆。2025年2月，陈列展柜、展具、灯光照明系统以及各类多媒体设施均安装完成。4月更名为现名汉魏洛阳故城遗址博物馆。6月5日，汉魏洛阳故城遗址博物馆向公众免费试开放，并于7月16日正式开馆。

### 设计
汉魏洛阳故城遗址博物馆以“中”“和”思想的传承和汉魏都城“建中立极”的形制两项为设计思想，同时通过塑造“高台-大殿”的当代殿堂形象展示出威严庄重、大气舒展之感，台基至屋檐以沙黄色为主调分别采用草阶台地、现代钢木构、陶砖、陶瓦等材料诠释汉魏千年建构技艺的演化。景观设计暗含“天圆地方”宇宙观，同时将博局镜、五铢钱等元素纳入设计中，另设置了一条长88米的拱桥形道路，使游客有“上朝”之感。

## 展厅

### 常设展厅
汉魏洛阳故城遗址博物馆以“总—分—总”的思路设立三个总主题为“天中国史：汉魏洛阳故城遗址博物馆基本陈列”的常设展厅，分别为“天下河洛 大河唯中”、“汉魏经典 魂脉融合”、“千秋壮举 世界大同”。三个展厅全方面展现汉魏洛阳故城作为当时世界最大都市的丝绸之路东方起点的文明图景。其中一展厅以“天下河洛 大河唯中”的思路展现洛阳都城制度的演变，其中展品包含含有“维天降灵”字样的瓦当、有清晰的方位刻度的建筑构件和洛阳宫城模型等，显示出洛阳城都城规划的至臻至美。在二展厅“汉魏经典 魂脉融合”中展出有熹平石经、北魏彩绘陶俑、洛阳区域内出土尺寸最大的陶牛车和3D打印复原的西晋辟雍碑等文物，体现出多元一体的中华文化和中华民族的融合包容等史实。三展厅“千秋壮举 世界大同”中展出有东罗马拜占庭金币、永宁寺佛头、波斯银币、琉璃耳珰、唐三彩、胡人骑马俑和动态版《洛神赋图》等，显现出秦汉与罗马如何引领着时代潮流，同时游客可感受客家人的迁徙历程。

### 精品展厅
博物馆设一精品厅“片羽吉光”，厅中以独立展柜的方式展出有东汉昭君出塞铜镜、洛阳考古发掘首次出土的北朝围屏石棺床、曹魏石楬、西晋荀岳墓志、北魏石雕坐佛等文物。

### 临时展厅
博物馆设一临时展厅。2025年7月16日，“大汉雄风：盛世辉煌的汉文明”特展于临时展厅开展，该展联合陕西、江苏、甘肃等地文博单位，展出有近百件(套)文物。主要包括“汉并天下”瓦当、四神玉铺首、阳信家铜器、鎏金马、金缕玉衣等各类文物，这些文物展现了汉代政治制度、军事成就、经济模式，同时反映了“事死如事生”的生活理念和文化信仰。